# Mount Marzolf
Mount Marzolf ist ein 1734 m hoher, länglicher und zum Teil eisfreier Berg im ostantarktischen Viktorialand. In den Usarp Mountains ragt er 3 km westlich des Mount Gillmor am Kopfende des Svendsen-Gletschers auf.
Der United States Geological Survey (USGS) kartierte ihn anhand eigener Vermessungen und Luftaufnahmen der United States Navy aus den Jahren von 1960 bis 1965. Das Advisory Committee on Antarctic Names benannte ihn 1970 nach dem US-amerikanischen Biologen John Edward Marzolf (* 1938), der von 1967 bis 1968 im Rahmen des United States Antarctic Research Program auf der McMurdo-Station tätig war.